# Georg-Schulhoff-Preis
Der Georg-Schulhoff-Preis für vorbildliche Ausbildung ist die bundesweit bedeutendste Auszeichnung im Bereich der beruflichen Bildung.
Der mit 10.000 € dotierte Preis wird seit 1985 vom Verein zur Förderung der beruflichen Bildung e.V. – Stiftung Georg-Schulhoff-Preis vergeben. Mit ihm werden Personen oder Institutionen geehrt, die sich um das berufliche Bildungswesen verdient gemacht haben.
Benannt ist er nach dem ehemaligen Vizepräsidenten des Zentralverbands des Deutschen Handwerks, Präsidenten der Handwerkskammer Düsseldorf und CDU-Politiker, Georg Schulhoff.

## Preisträger
- 1985 Horst Ludwig Riemer
- 1985 Jens Feddersen
- 1986 Bayerischer Schulbuchverlag
- 1986 Westdeutscher Rundfunk
- 1988 Hermann Schmidt, Referatsleiter im Kultusministerium von Nordrhein-Westfalen
- 1988 Josef Münch, Orthopädietechnikermeister und Handwerksunternehmer
- 1991 Helmut Schubert, Geschäftsführer des Zentralverbandes des Deutschen Handwerks
- 1991 Jürgen Möllemann
- 1994 Erich Staudt, Leiter des Instituts für angewandte Innovationsforschung an der Ruhr-Universität Bochum
- 1994 Johannes Jürgen Jeske, Herausgeber der „Frankfurter Allgemeinen Zeitung“
- 1994 Schwester Karoline Meyer, Gründerin eines Berufsbildungszentrums in Santiago de Chile
- 1995 Helmut Hesselfeld, Kfz-Mechanikermeister und Justizvollzugsbeamter
- 1995 Rainer Nahrendorf, Mitglied der Chefredaktion des „Handelsblatt“
- 1995 Winfried Pinger
- 1996 Bodo Hombach
- 1996 Laurenz Meyer
- 1996 Nikolaus Huhn, Tischlermeister, Gründer eines Vereins zum Austausch von Junghandwerkern diesseits und jenseits des Eisernen Vorhangs
- 1997 Jürgen Rüttgers
- 1997 Wolfgang Clement
- 1998 Helmut Pütz, Generalsekretär des Bundesinstituts für Berufsbildung
- 1998 Walter Haas, Vorsitzender des Landesbezirks Nordrhein-Westfalen des Deutschen Gewerkschaftsbundes
- 1999 Fritz Pleitgen
- 1999 Paul Schnitker, Ehrenpräsident des Zentralverbandes des Deutschen Handwerks, Präsident der Handwerkskammer Münster
- 1999 Horst Schwabe, Handwerksunternehmer
- 2001 Harald Schartau
- 2001 Ulrich Reitz
- 2003 Johannes Rau
- 2006 Peer Steinbrück
- 2007 Heinz-Richard Heinemann, Konditor- und Confiseurmeister
- 2008 Michael Glos
- 2009 Berufsbildungs- und Technologiezentrum der Maler- und Lackiererinnung Düsseldorf
- 2010 „Aktion Lehrling des Monats“ des Verbands des Rheinischen Bäckerhandwerks
- 2011 Norbert Lammert
- 2014 Guntram Schneider
- 2016 Johanna Wanka
- 2018 Elke Büdenbender
- 2021 Karl-Josef Laumann